# Finn Tokvam
Finn Tokvam (født 25. januar 1972 i Flåm) er en norsk journalist, musiker og forfatter. Han er bosat i Bergen hvor han arbejder som journalist og humorist hos NRK, og bl.a deltager i programmerne Radio Røynda og P.I.L.S. (Populærmusikk ispedd litt sladder). Han skriver også spalter til Bergens Tidende og er vokalist i orkesteret Finn Erix.
Tokvam debuterede som forfatter i 2005, sammen med NRK-kollegaen Halvor Folgerø, med romanen Tyl.